# Universitätsarchiv Frankfurt am Main
Das Universitätsarchiv Frankfurt (UAF) ist zuständig für die Archivierung der Unterlagen aller Dienststellen, Einrichtungen und Gremien der Johann Wolfgang Goethe-Universität. Das Universitätsarchiv ist ein öffentliches Archiv sowie eine Lehr- und Forschungseinrichtung.

## Geschichte
Anlässlich des 75-Jahre-Jubiläums 1989 begann der Historiker Notker Hammerstein mit studentischen und wissenschaftlichen Hilfskräften, die Geschichte der Goethe-Universität aufzuarbeiten und damit das Universitätsarchiv aufzubauen.

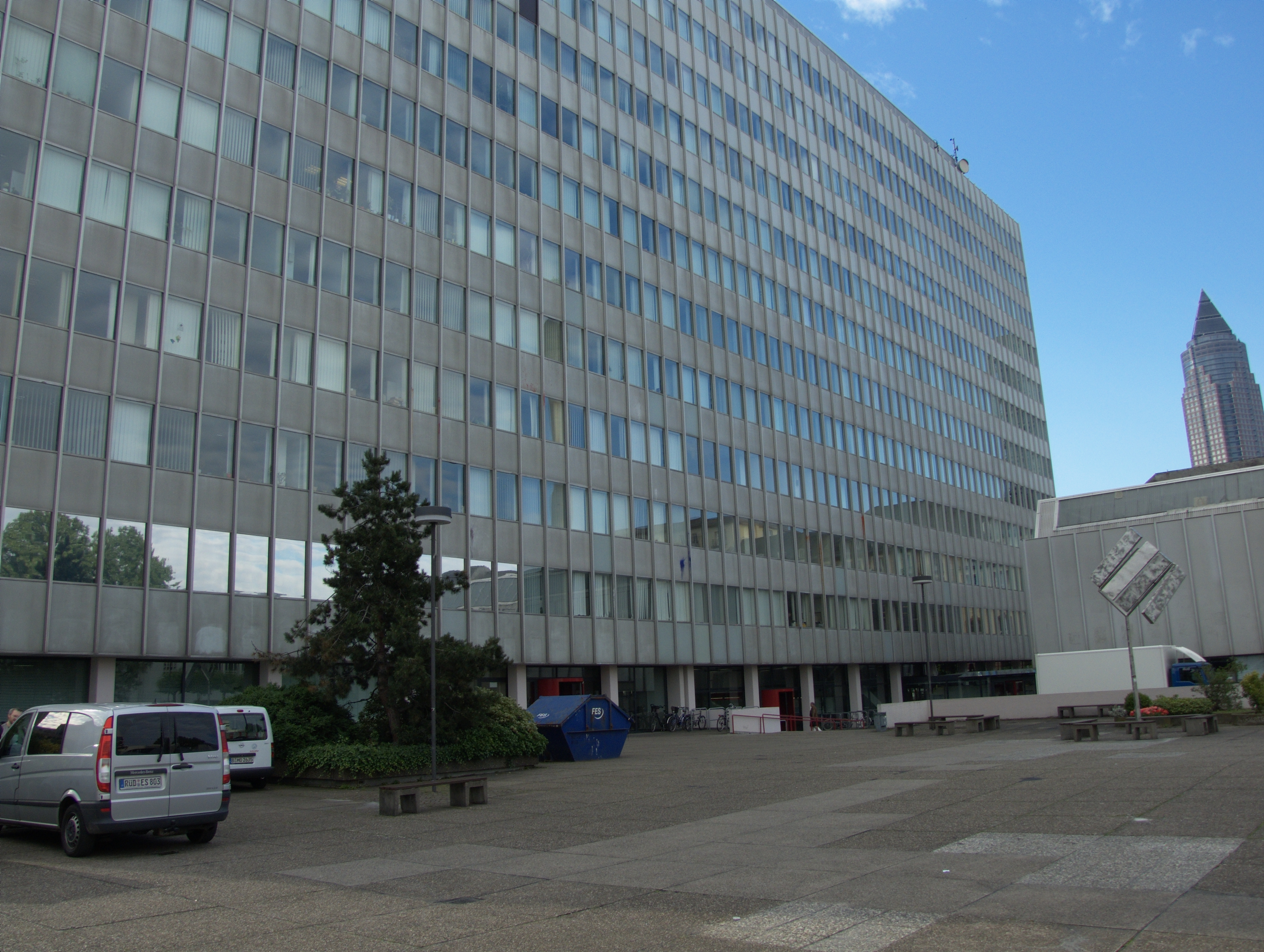
Das Juricidum am Campus Bockenheim beherbergte das UAF bis 2017.

Seit 2002 leitet Michael Maaser das nunmehr offiziell eingerichtete Universitätsarchiv, nachdem er zuvor unter Hammerstein wissenschaftliche Hilfskraft war. 2017 zog das UAF aus dem Juridicum in der Senckenberganlage 31–33 in das „Bahlsenhaus“ in der Zeppelinallee 13 um. Einen repräsentativen Besucherraum für Veranstaltungen ist in der Dantestaße 9 EG untergebracht.

## Bestände
Das Universitätsarchiv Frankfurt sammelt amtliche Schriftstücke aus der Verwaltung und den Fachbereichen. Dazu sind dem Frankfurter Universitätsarchiv die Kunstsammlung der Goethe-Universität und das Literaturarchiv zugeordnet. Die Archivbestände des UAF sind entsprechend der Organisation der Frankfurter Universität aufgebaut. Mit dem hessischen Universitätsgesetz von 1970 wurde die Struktur der Frankfurter Universität grundlegend geändert. Dieser Bruch findet sich auch in der Tektonik des Universitätsarchivs Frankfurt.
Archivalien einer 1914 in der Universität aufgegangenen Vorgängerorganisation, der Akademie für Sozial- und Handelswissenschaften, befinden sich größtenteils beim Frankfurter Institut für Stadtgeschichte.
- Akademie für Sozial- und Handelswissenschaften (Abt. 500, 505)
- Historisches Archiv bis 1971
  - Akten des Rektors (Abt. 1 – 6)
  - Akten des Kurators (Abt. 10 – 99)
  - Akten der Fakultäten
    - Akten der Rechtswissenschaftlichen Fakultät (Abt. 110 – 119)
    - Akten der Medizinischen Fakultät (Abt. 120 – 129)
    - Akten der Philosophischen Fakultät (Abt. 130 – 139)
    - Akten der Naturwissenschaftlichen Fakultät (Abt. 140 – 149)
    - Akten der Wirtschafts- und Sozialwissenschaftliche Fakultät (Abt. 150 – 159)

  - Akten des Akademischen Senats (Abt. 8)
  - Studierendenakten (Abt. 600, 604)
- Universitätsarchiv ab 1971 (Abt. 1000 ff.)
- Deposita, Sammlungen und Selekte (Abt. 900 – 999)
- Kunstsammlung der Goethe-Universität (Abt. 800 – 849)
- Photographische Sammlung (Abt. 850 – 869)
- Literaturarchiv der Goethe-Universität